# Fabrizio Binacchi
Fabrizio Binacchi (Suzzara, 27 dicembre 1960) è un giornalista e conduttore televisivo italiano.

## Biografia
Ha condotto Linea Verde, chiamato da Agostino Saccà direttore di Rai 1 a succedere a Sandro Vannucci dall'ottobre 1999 al novembre 2001, mentre ricopriva l'incarico di direttore della Rai di Milano.
Binacchi si era già occupato di trasmissioni agricole e alimentari avendo curato e condotto nei primi anni novanta la prima trasmissione su Rai 3 dedicata al mondo delle campagne Tgr Italia Agricoltura.
Dopo l'esperienza quale direttore regionale della RAI in Emilia-Romagna, dal 28 marzo 2022 assume l'incarico di caporedattore della Testata Giornalistica Regionale della Lombardia, con sede a Milano in Corso Sempione. Dall'ottobre 2023 lavora come capo redattore centrale a Rai Vaticano